# Rupert’s Valley
Rupert’s Valley (deutsch Ruperts Tal), historisch Seine Valley, ist ein Tal auf der Insel St. Helena im Südatlantik. Es gehört verwaltungstechnisch zum Distrikt Jamestown.
Historisch bedeutend war das Tal als wichtiger Anlandepunkt für Sklaven. Ein Großteil der 26.000 nach St. Helena verbrachten Sklaven sollen hier angekommen sein. Archäologen gehen von mindestens 5000 hier verstorbenen Sklaven aus, wovon sterbliche Überreste von 325 Menschen bis 2012 gefunden wurden.

## Lage und Nutzung
Rupert’s Valley liegt nördlich des James Valley mit der Hauptstadt Jamestown. Das Tal mündet im Nordwesten in den Atlantischen Ozean an der Rupert’s Bay. Nördlich des Tals liegt mit dem Rupert’s Hill (405 m) eine der höchsten Erhebungen der Insel.
Das Tal wird vor allem industriell genutzt. Hier befindet sich zudem mit der Rupert’s Wharf seit 2016 der einzige größere Schiffsanleger sowie das einzige Kraftwerk der Insel. Der weitere industrielle Ausbau ist geplant (Stand 2016).
Im Tal befand sich eine Bahnstrecke.

## Sakralbauten
- St. Michael’s Church der Diözese St Helena der Anglican Church of Southern Africa

## Namensherkunft
Umstritten ist die Herkunft des Namens. Einer These nach geht dieser auf Ruprecht von der Pfalz, Duke of Cumberland zurück, der hier angelandet haben soll. Einer anderen Theorie nach hat Jan van Riebeeck aufgrund seiner starken Schiffsbewaffnung „zur Angst von Prinz Ruprecht“ das Tal, in dem Ruprecht von der Pfalz, Duke of Cumberland seine Basis gehabt haben soll, so benannt.